# Pelecyphora strobiliformis
Pelecyphora strobiliformis (укр. Пелецифора стробіліформіс, Пелецифора шишкоподібна) — вид кактусів з роду пелецифора.

## Етимологія
Видова назва походить від лат. strobis — шишка, форму якої нагадує зовнішній вид рослини.

## Ареал
Мексика (штати Нуево-Леон, Тамауліпас).

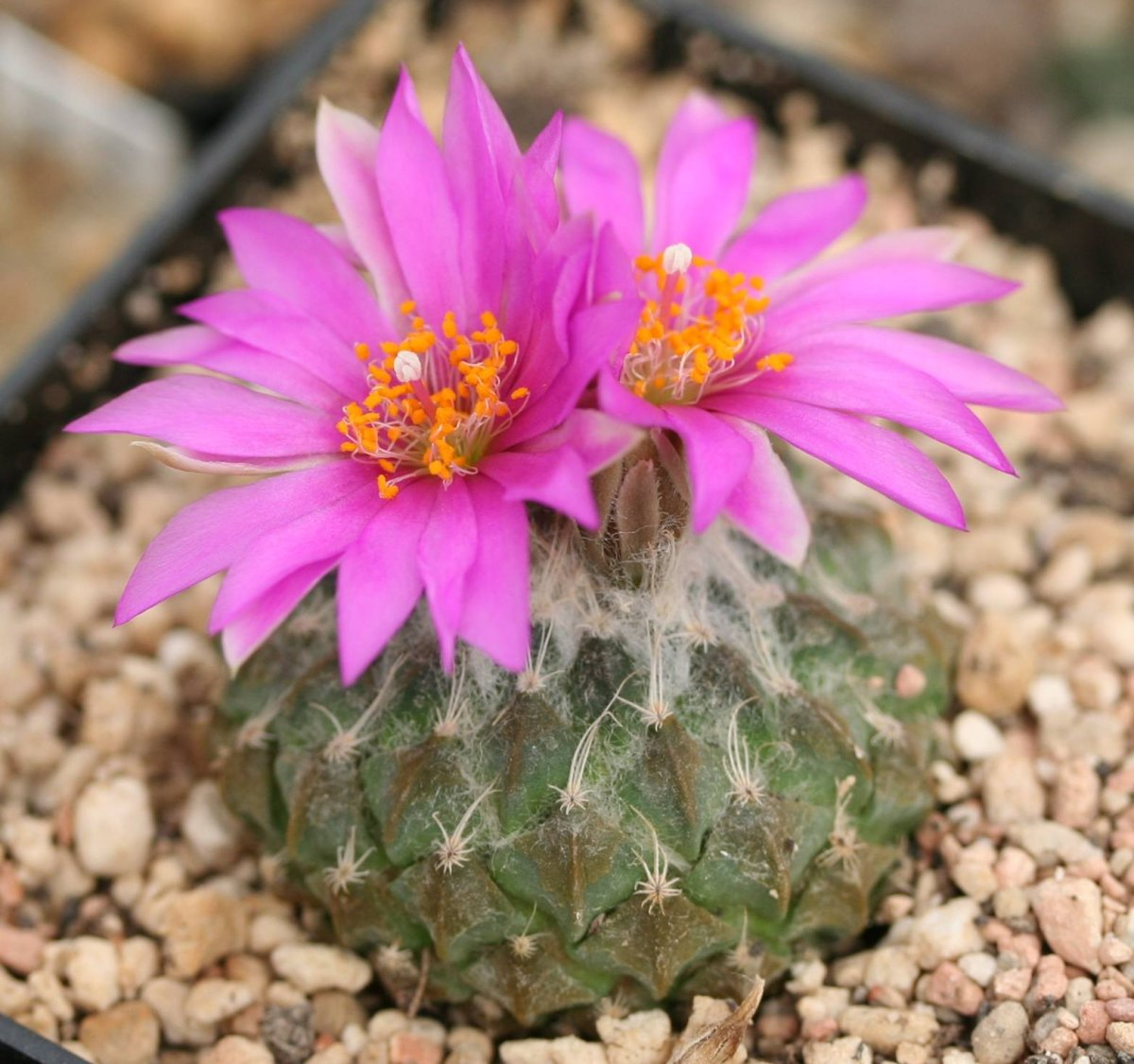
Квітуча Pelecyphora strobiliformis

## Морфологічний опис
Стебло кулясте або притиснуто-кулясте, до 4 см заввишки і до 6 см в діаметрі. Розділене на лускоподібні, спірально розташовані горбки.
Ареоли диморфні, овальної форми, у верхній частині стебла шерстисті. Колючки пектинатні. Корінь великий, під час посушливого сезону, стискаючись, втягує значну частину стебла рослини в ґрунт.
Квітки з'являються в апікальній зоні, до 3 см завдовжки, рожеві або пурпурно-рожеві, блискучі, зовнішні пелюстки зеленуваті. Форма квіток — воронкоподібна.

## Природоохоронний статус
Вид занесений до Додатку I CITES.
Входить до Червоного Списку Міжнародного Союзу Охорони Природи видів, з найменшим ризиком (LC).